# Isola Detaille
L’Isola Detaille è una piccola isola al largo dell'estremità settentrionale della penisola di Arrowsmith nella Terra di Graham, in Antartide. Dal 1956 al 1959 fu sede della "Base W" della British Antarctic Survey e chiuse dopo la fine dell'Anno Geofisico Internazionale (IGY). Detaille è stato un sito di monitoraggio chiave durante l'IGY. Ora è spesso visitato dalle navi da crociera antartiche, ma per il resto non è occupato.
Grazie alla partenza frettolosa degli uomini e alla necessità di portare con loro poco, Base W è una capsula del tempo stranamente conservata della vita antartica degli anni '50. La base era destinata a ospitare feste di indagine in slitta tranate da cani che avrebbero attraversato il ghiaccio marino fino alla vicina penisola antartica, ma il ghiaccio era pericolosamente instabile. Quando la Base W è stata sgomberata, il ghiaccio marino pesante ha impedito alla nave di rifornimento Biscoe di avvicinarsi a meno di 50 chilometri, nonostante l'assistenza di due rompighiaccio statunitensi. Quindi gli uomini furono costretti a chiudere la base, caricare le slitte solo con la loro attrezzatura più preziosa e usare squadre di cani per raggiungere la nave.

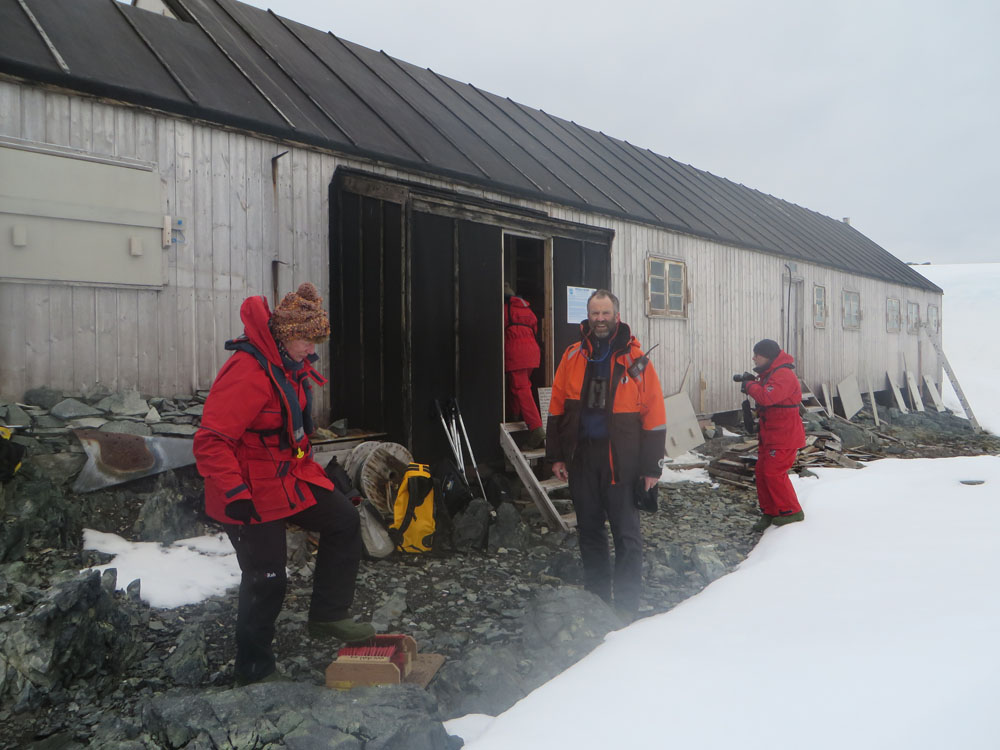
Stazione W

## Base W
La stazione W è stata fondata nel 1956 come stazione di ricerca britannica principalmente per il rilevamento, la geologia e la meteorologia e per contribuire all'Anno Geofisico Internazionale nel 1957. Consiste in una capanna e strutture e annessi associati, tra cui un piccolo edificio di stoccaggio di emergenza, recinti per cani e cuccioli, una torre anemometrica e due pali radio tubolari in acciaio. Come stazione di ricerca relativamente inalterata della fine degli anni '50, fornisce un promemoria della scienza e delle condizioni di vita che esistevano quando il Trattato Antartico fu firmato per la prima volta nel 1959.
Nel 2009, la base è stata designata un sito storico e monumento (HSM 83) con il nome di Base W, a seguito di una proposta del Regno Unito alla riunione consultiva del trattato antartico.
Gli artefatti includono una lavatrice Hoover con manuali di istruzioni, giacche e longjohns, un calendario del dicembre 1957, libri di indagine, registri di osservazione astronomica, apparecchiature di comunicazione radio, numerosi libri, dozzine di lattine di avena scozzese, bottiglie di maionese Heinz e bottiglie vuote di gin e whisky.

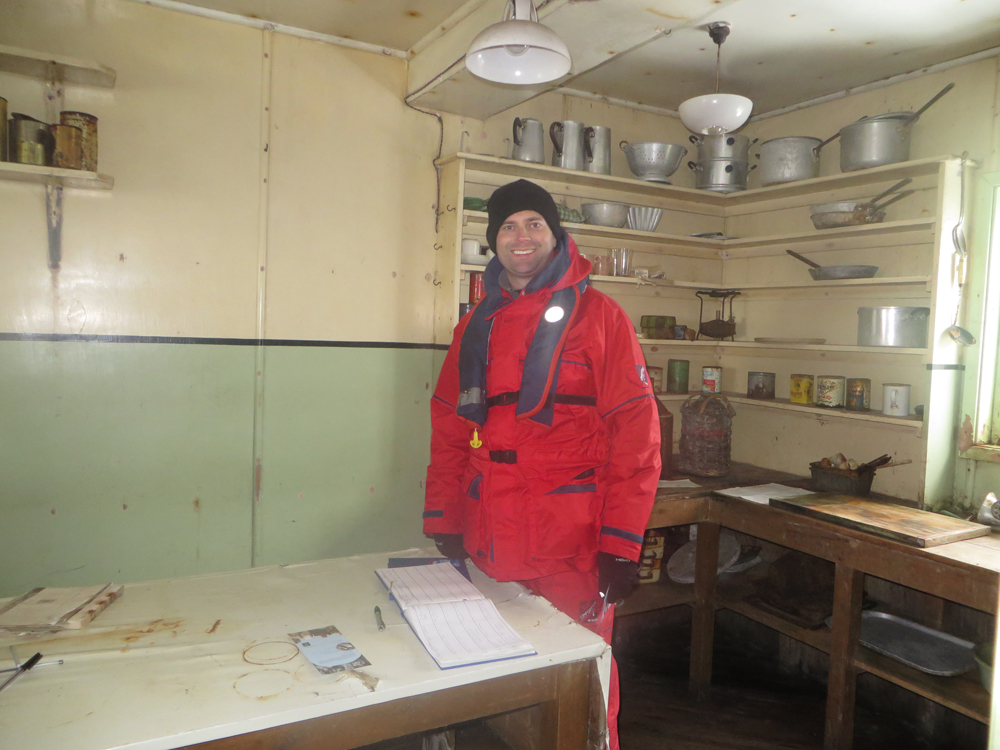
Cucina della base W

L'isola Detaille è gestita dal Regno Unito Antarctic Heritage Trust. L'organizzazione lavora per conservare edifici e manufatti antartici e per promuovere e incoraggiare l'interesse del pubblico per il suo patrimonio antartico.
L'occupazione normale della stazione W era da 8 a 10 persone, secondo un pannello informativo. Oltre all'edificio principale, ci sono due capanne nelle vicinanze. Uno è stato usato come negozio di emergenza e l'altro per tenere i cani.
L'isola di Detaille fu rilevata dalla spedizione antartica francese del 1908-1910 e chiamata Îlot Detaille in onore di M. Detaille, residente francese di Punta Arenas e azionista della Sociedad Ballenera Magallanes (Magellan Whaling Company), che ha assistito la spedizione per ottenere rifornimenti all’Isola Deception.